# Cleveland Avenue megállóhely
Cleveland Avenue megállóhely a Metropolitan Area Express kék vonalának keleti végállomása az Oregon állambeli Greshamben, a helyi gimnázium (Alpha High School) közelében.
A megálló a megnyitástól 1988-ig a négyes, majd 2012 szeptemberéig, a zónarendszer felszámolásáig a hármas tarifazónába tartozott.

## Elhelyezkedése
A peronok a Cleveland sugárúton, az északkeleti Division utca és a keleti Powell sugárút között helyezkednek el; a megállóhoz tartozik egy P+R parkoló, amely általában már reggel 8 órakor megtelik.
A vágányok nem érnek véget a peronoknál, vonatok tárolásához keleti irányban túlnyúlnak. A megálló nevét a nyugatra futó Cleveland sugárútról kapta, amely a város egyik ütőere, viszont a parkolóba behajtani csak az északkeleti nyolcadik utca felől lehetséges.
| Előző állomás                                                    |  | Metropolitan Area Express |  | Következő állomás |
| ---------------------------------------------------------------- |  | ------------------------- |  | ----------------- |
| Gresham Central pályaudvartovább Hatfield Government Center felé |  | Kék vonal                 |  | végállomás        |

## Fordítás
- Ez a szócikk részben vagy egészben  a   Cleveland Avenue MAX Station című angol Wikipédia-szócikk ezen változatának fordításán alapul.  Az eredeti cikk szerkesztőit annak laptörténete sorolja fel. Ez a jelzés csupán a megfogalmazás eredetét és a szerzői jogokat jelzi, nem szolgál a cikkben szereplő információk forrásmegjelöléseként.